# L'amore non è un crimine
L'amore non è un crimine (Loosies) è un film del 2011 diretto da Michael Corrente.

## Trama
Bobby è un cittadino newyorchese e sua madre è convinta che lavori in borsa a Wall Street. In realtà, l'uomo è un borseggiatore che vive una vita frenetica, continuamente in fuga dalla legge. Dopo aver rubato il distintivo di un poliziotto, Bobby incontra Lucy, una sua vecchia fiamma con la quale aveva trascorso una sola notte tre mesi prima, che lo informa di aspettare un bambino da lui. Mentre il poliziotto a cui ha rubato in distintivo lo cerca per arrestarlo e recuperare la refurtiva, Bobby deve scegliere se continuare con il proprio stile di vita o assumersi la responsabilità delle proprie azioni.

## Produzione
Le riprese de L'amore non è un crimine cominciano il 16 luglio 2010 a Providence, dove viene allestito il set dell'appartamento newyorchese di Bobby. In agosto il film entra in post-produzione, venendo completato a maggio 2011.

## Distribuzione
A novembre 2011 Peter Facinelli rende disponibile il film in streaming e per il download. L'amore non è un crimine viene distribuito nelle sale cinematografiche americane l'11 gennaio 2012 con divieto per i minori di 13 anni, mentre il 13 marzo viene commercializzato il DVD. In italiano è stato trasmesso in prima visione su Cine Sony il 15 marzo 2018.